# مونتيبيلو يونيكا
هي مدينة تقع في مقاطعة ريدجو كالابريا في إيطاليا .

## السكان
في سنة 1861 بلغ عدد السكان 2٬845 نسمة، وتطور العدد ليصل في سنة 2011 لـ 6٬242 نسمة.
يظهر هذا المخطط البياني تطور النمو السكاني لـ مونتيبيلو يونيكا